# Parco della Trucca
Il parco "Martin Lutero" alla Trucca è una zona verde della città di Bergamo, facilmente raggiungibile a piedi dalla stazione ferroviaria di Bergamo Ospedale. Si trova all'interno del quartiere Villaggio degli Sposi, al confine con il comune di Treviolo e nelle vicinanze dell'Ospedale Papa Giovanni XXIII. È il parco pubblico più grande della città con 1400 alberi ad alto fusto, il che lo rende anche uno dei più frequentati durante la stagione estiva, grazie agli eventi all'aperto che vi si tengono e all'ampio spazio verde disponibile. Nel 2018, in seguito ad approvazione unanime del Consiglio Comunale, è stato dedicato al grande riformatore tedesco Martin Lutero.
Il parco è provvisto anche di un'ampia area cani e di due laghetti artificiali non balneabili popolati dalla fauna acquatica del luogo, tra cui cigni ed anatre. Sebbene non sia consentita la pesca all'interno dei due laghetti, è possibile pescare nel canale che li collega, seppur effettuando il rilascio del pescato.
È presente un percorso percorribile facilmente a piedi o in bicicletta, nonostante il fondo di ghiaia compatta stabilizzata, lungo all'incirca 2200 metri.
Più o meno nel centro del parco, vicino alle toilette, è presente un'area ginnica gratuita e accessibile a tutti.